# Сент-Оноре (торт)
Сент-оноре́ (фр. saint-honoré) — французский торт, приготовленный из теста, взбитых сливок (крема Шантильи), крема шибуст и глазированных профитролей.

## История

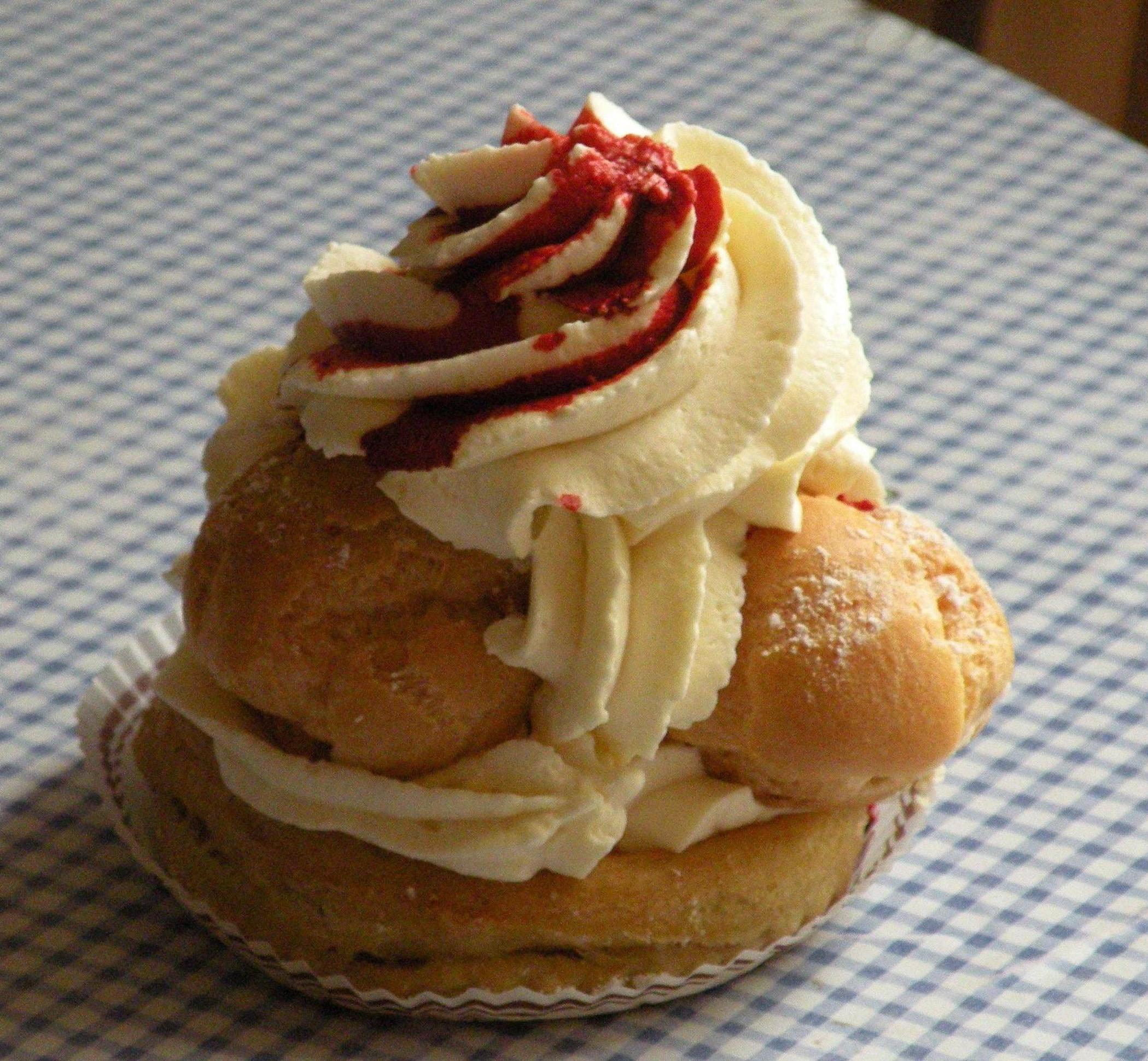
Сент-оноре в виде порционного пирожного

Торт сент-оноре был создан в парижской кондитерской «Chiboust» («Шибуст») шеф-поваром Огюстом Жюльеном в 1840 или, по другим данным, в 1847 году. Торт получил название от парижской улицы Сент-Оноре, где располагалась кондитерская. В то же время название воздавало дань уважения святому Оноре (Гонорату Амьенскому), покровителю пекарей. Считается, что изобретатель торта был вдохновлён более ранним десертом под названием «швейцарский флан».

## Приготовление
Основанием торта является корж из слоёного или песочного теста, с кольцом из заварного теста, выложенным по краю. Маленькие профитроли обмакивают в карамелизованный сахар и прикрепляют бок о бок на круг заварного теста. Центр обычно заполняют кремом шибуст (готовится из заварного крема на желатине и итальянской меренги) и украшают взбитыми сливками с помощью специальной насадки. Однако у торта существуют вариации, например, с начинками из шоколада, джема. Сегодня сент-оноре может быть приготовлен не только как торт, но и в виде порционных пирожных (см. фото).